# Bahadur Gupta
Bahadur Gurung Gupta (* 7. September 1976) ist ein ehemaliger indischer Skilangläufer.

## Karriere
Lundup nahm von 2005 bis 2007 an Wettbewerben der Fédération Internationale de Ski teil. Bei den Olympischen Winterspielen 2006 in Pragelato erreichte er den 78. Rang im Sprint. Im Januar 2007 kam er bei den Winter-Asienspiele 2007 in Changchun auf den 18. Platz im Sprint und den 14. Rang über 30 km Freistil.